# Kattateateret

Logotyp.

Kattateateret är en norsk amatörteater. Den grundades 1869 och är därmed Oslos äldsta aktiva teater. Fram till 1994 kallades den Oslo katedralskoles teatergruppe. Teatern drivs ideellt av eleverna vid Oslo katedralskole med undantag av en avlönad instruktör. Kattateateret engagerar fler än hundra av skolans elever och drivs som en demokratisk och frivillig kulturorganisation. Föreställningarna spelas i Oslo katedralskoles festsal. Varje år sätts en ny pjäs upp, vanligen under årets första kvartal. Kattateateret arrangerar också den årliga endagsrockfestivalen Kattarock.